# 太中銀線
太中銀線（たいちゅうぎんせん、中文表記: 太中银铁路、英文表記: Taiyuan–Zhongwei–Yinchuan Railway）は中華人民共和国山西省太原市小店区の太原南駅と寧夏回族自治区中衛市沙坡頭区の中衛駅および同銀川市金鳳区の銀川駅を結んでいる鉄道路線である。
太原南・中衛間は太中線、定辺・銀川間は定銀線とも呼ばれる。

## 概要
2006年5月に建設工事が開始され、2011年1月11日に全線開通した。全長944kmであり、本線（太原南駅 - 定辺駅 - 中衛駅、752km）と支線（定辺駅 - 銀川駅、192km）から成る。全線が電化されており、太原南駅 - 定辺駅間が複線、定辺駅 - 中衛駅間および定辺駅 - 銀川駅間が単線であるが、単線区間も将来の複線化に対応した設計になっている。

## 駅一覧
,*本線
,**太原駅 - 太原南駅 - 中鼎物流園駅 - 清徐駅 - 交城駅 - 文水駅 - 汾陽駅 - 褚家溝駅 - 呉城鎮駅 - 呂梁駅 - 柳林南駅 - 呉堡駅 - 義合鎮駅 - 綏徳駅 - 子洲駅 - 魏家楼駅 - 鮑渠駅 - 楊橋畔駅 - 靖辺駅 - 寧条梁駅 - 安辺鎮駅 - 定辺駅 - 耿児荘駅 - 板窯駅 - 紅柳溝駅 - 紅井子駅 - 大水坑駅 - 朱新荘駅 - 汪水塘駅 - 老塩池駅 - 太陽山駅 - 紅溝窯駅 -水套駅 - 茅頭墩駅 - 紅寺堡駅 - 小塩池駅 - 双井子駅 - 中寧東駅 - 潘営駅 - 黄羊湾駅 - 柳家荘駅 - 中衛駅
,*支線
,**定辺駅 - 王児荘駅 - 陡溝駅 - 塩池駅 - 田記掌駅 - 牛毛井駅 - 姫家圏駅 - 高沙窩駅 - 賀荘子駅 - 梅花井駅 - 寧東南駅 - 岳家溝駅 - 霊武駅 - 農場駅 - 永寧県駅 - 先鋒駅  - 銀川南駅 - 銀川駅